# ینیکاپی (متروی استانبول)
ینیکاپی (ترکی استانبولی: Yenikapı Aktarma Merkezi) یکی از ایستگاه‌های خط ام۱ و ام۲ متروی استانبول و راه‌آهن مارمارای در بخش فاتح، استانبول است.
این ایستگاه در سال ۲۰۱۳ به‌عنوان یکی از ایستگاه‌های راه‌آهن مارمارای افتتاح شد سپس در ۲۰۱۴ بخش تقاطعی با خطوط ام۱ و ام۲ متروی استانبول نیز ساخته و راه‌اندازی شد.

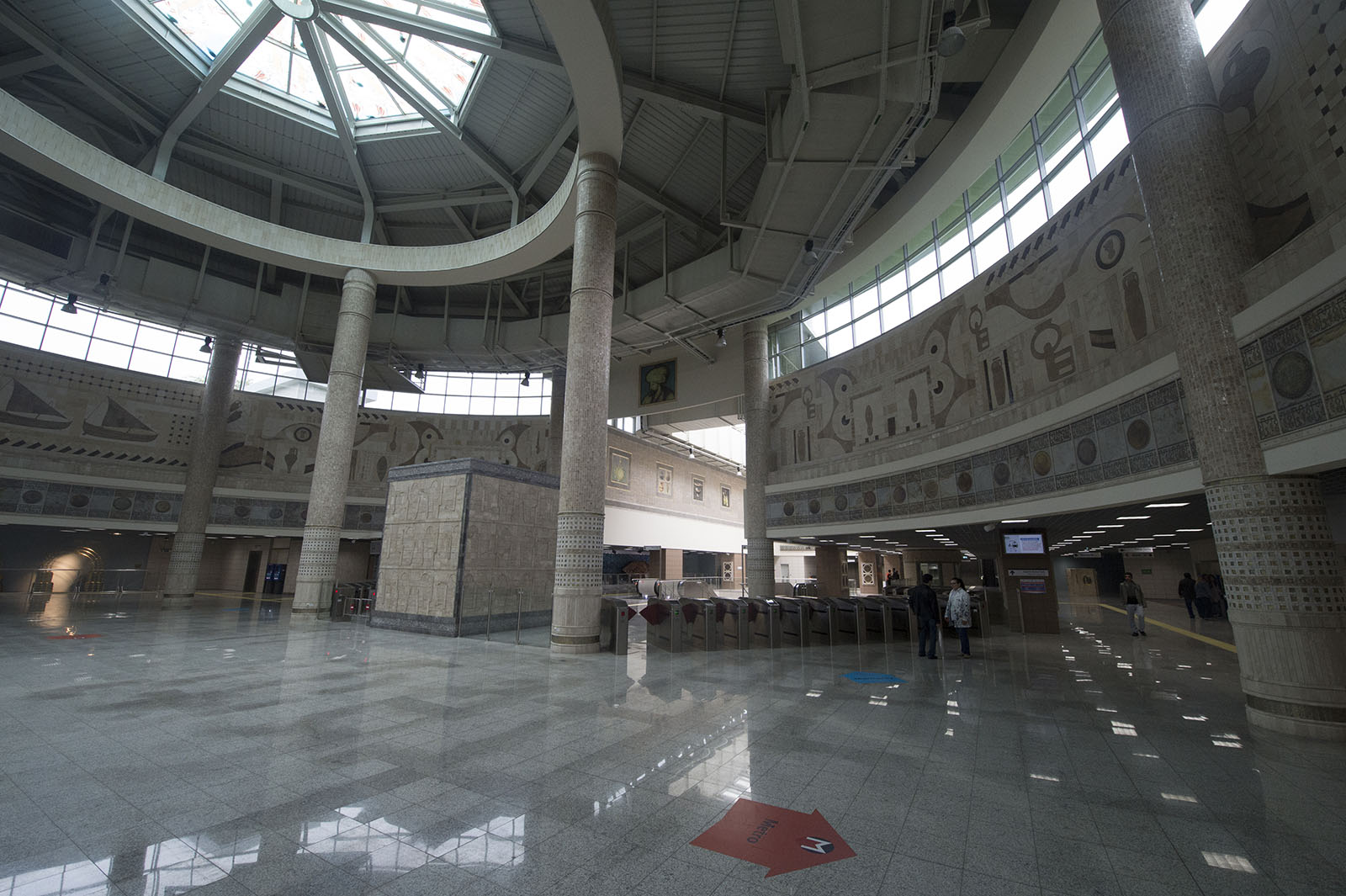
Yenikapı metro station Central hall
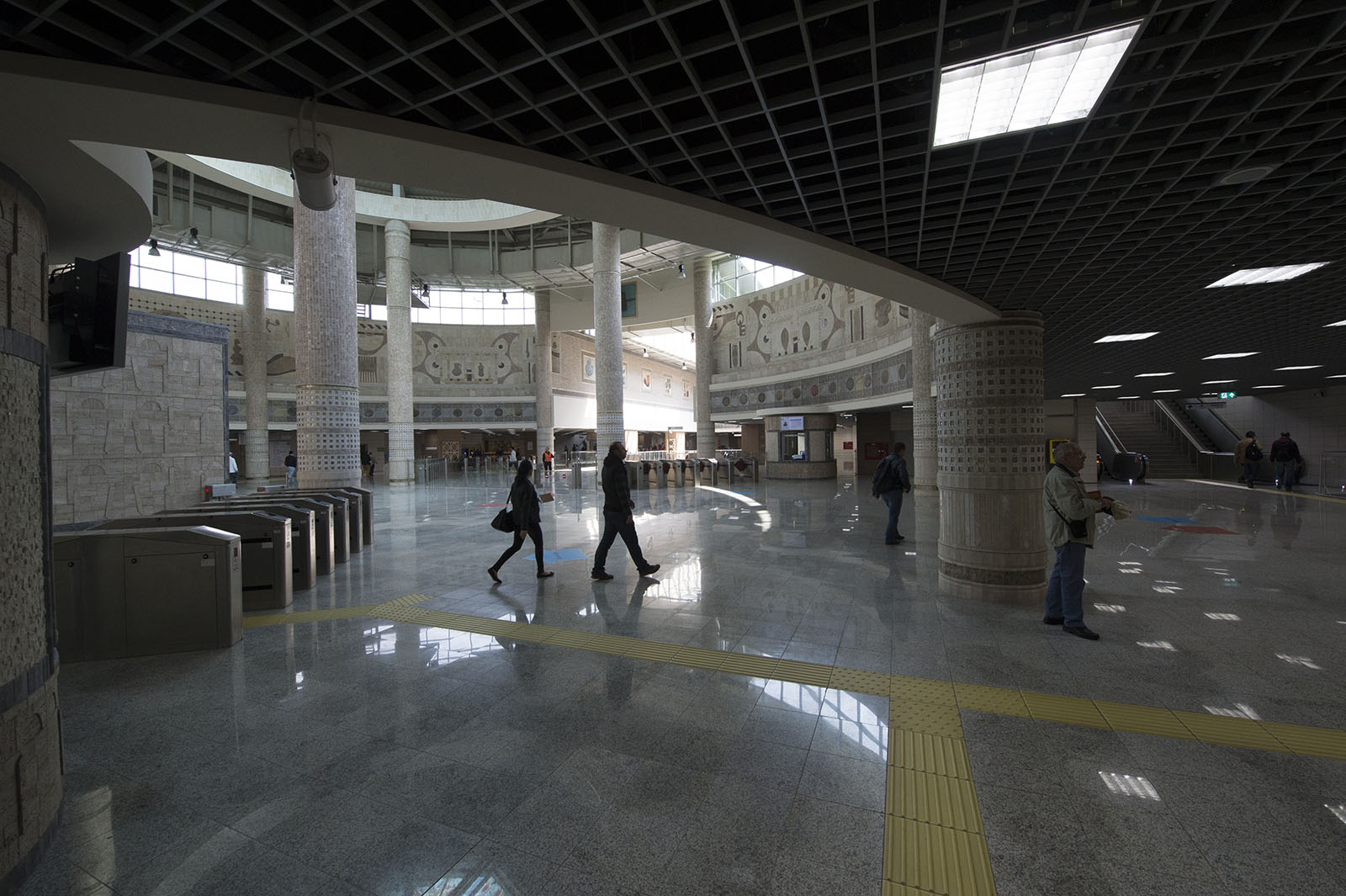
Yenikapı metro station Central hall from side
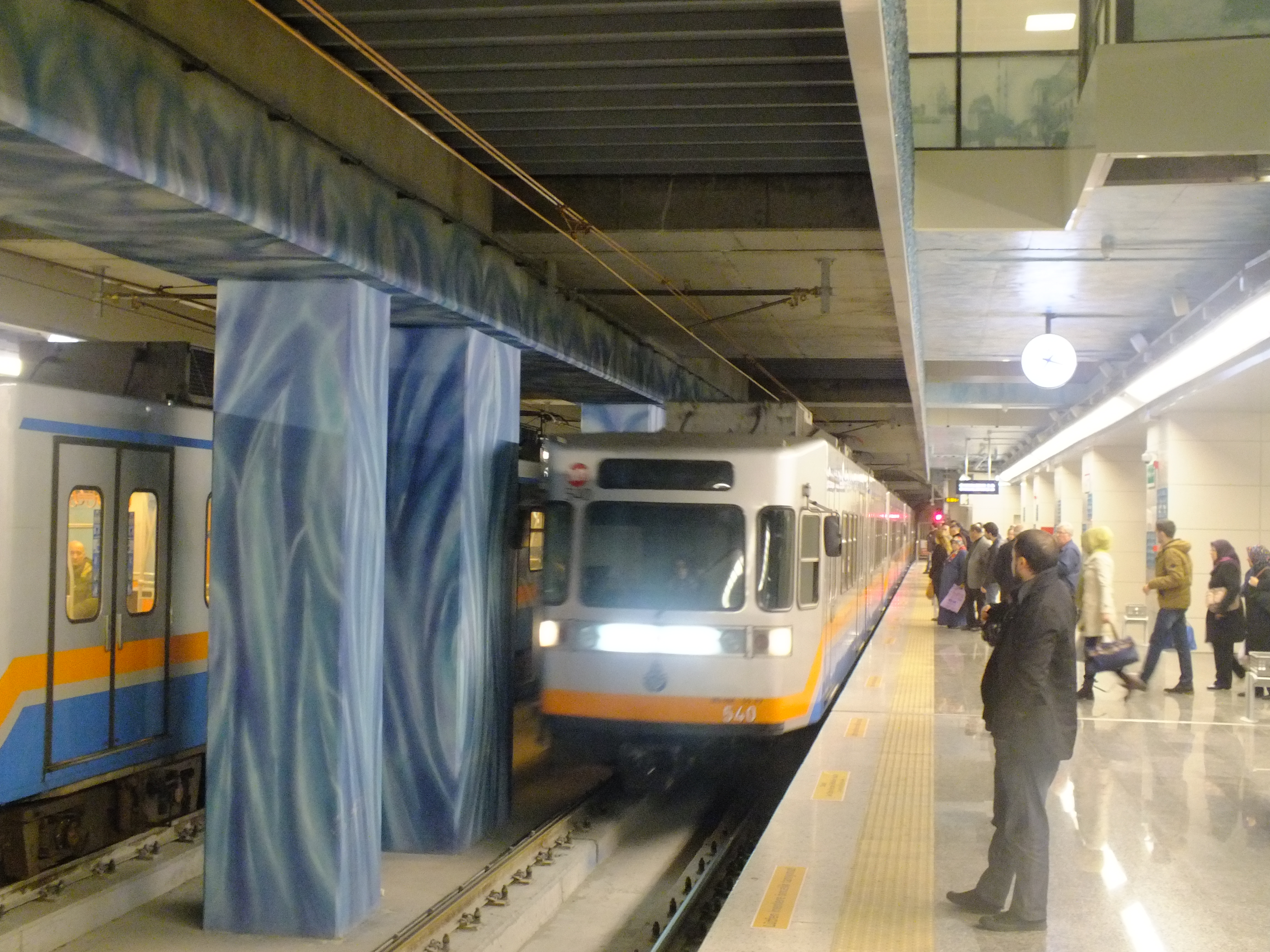
قطار خط ام۱
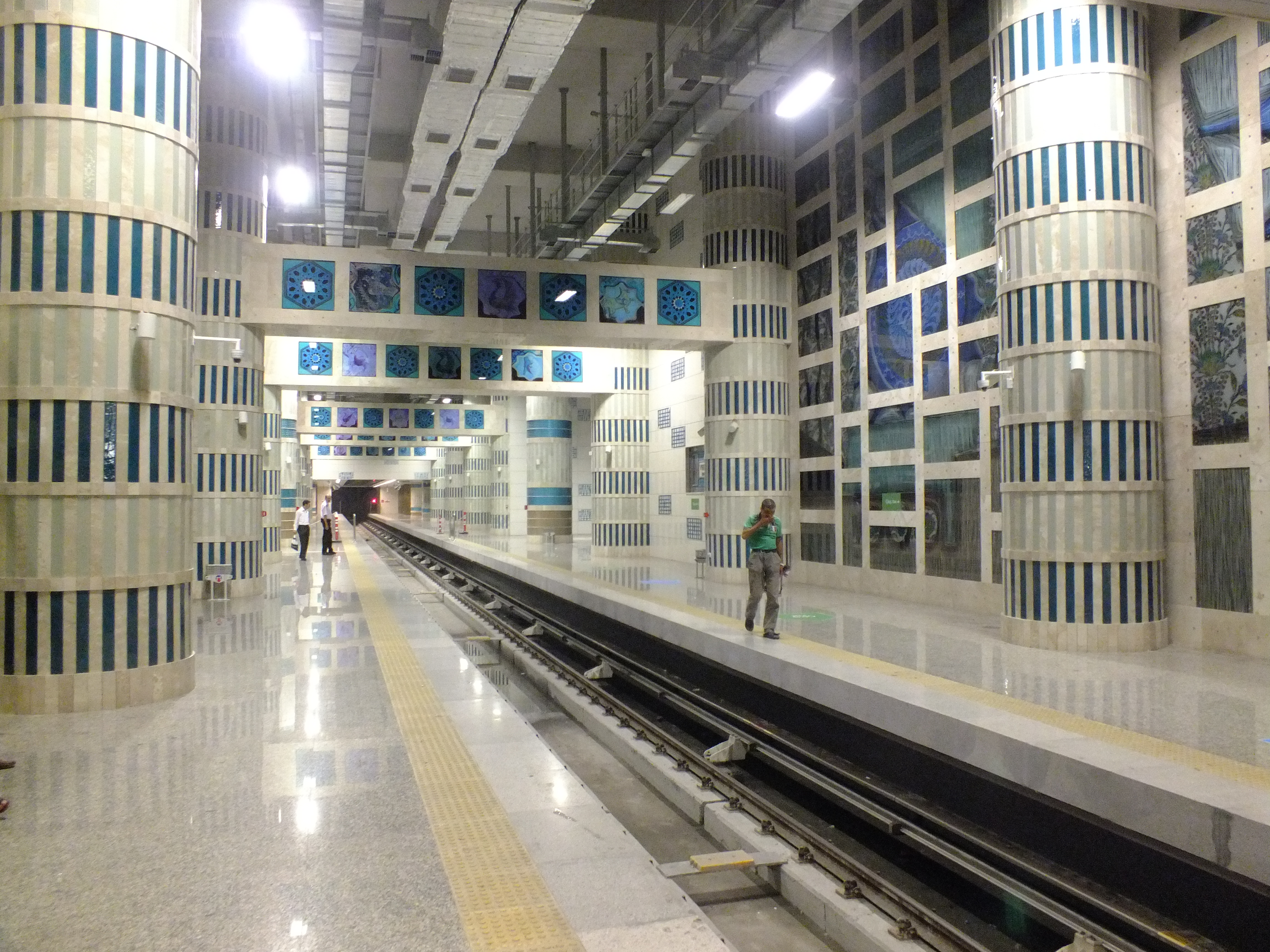
سکو خط ام۲
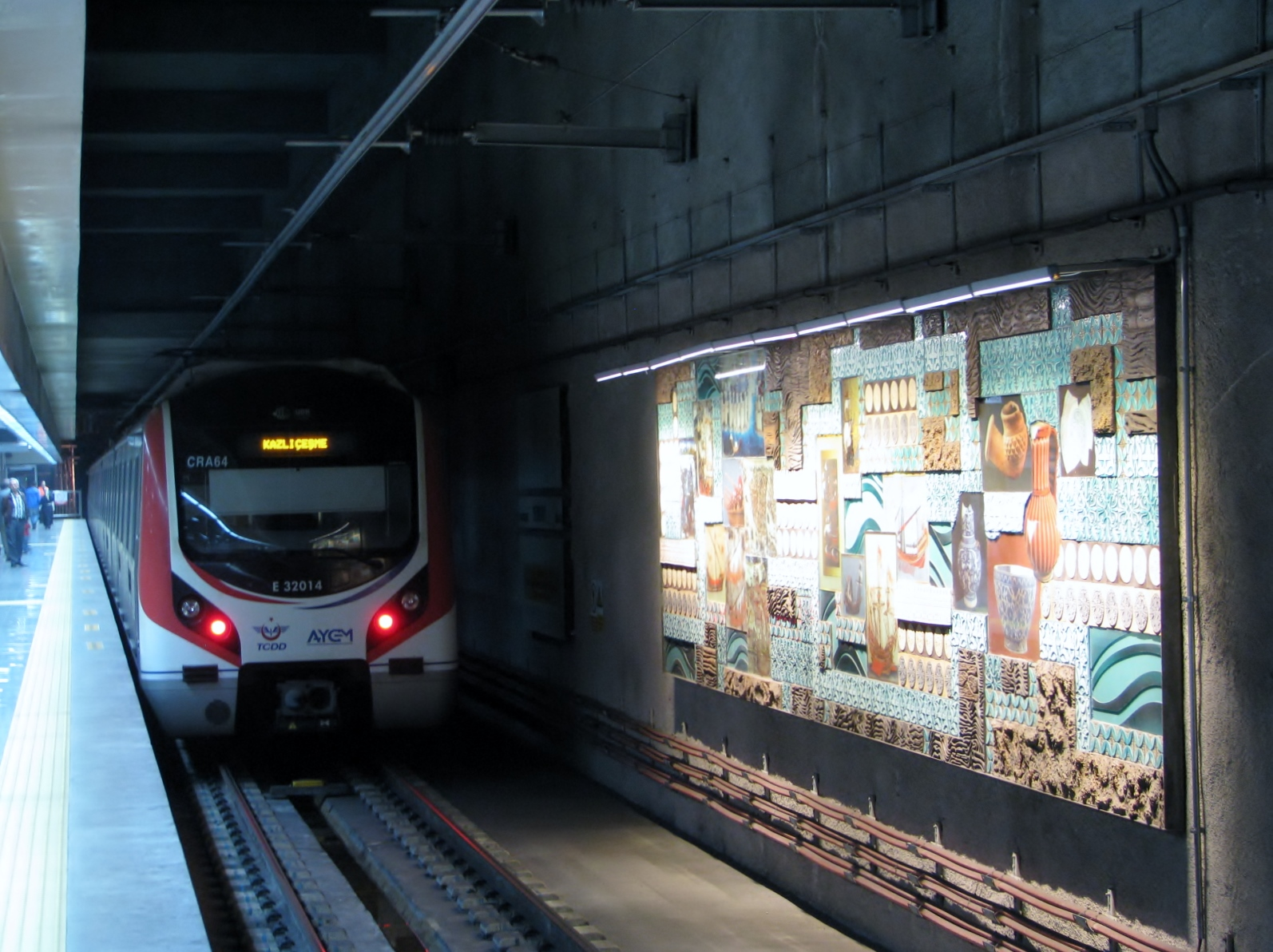
سکو راه‌آهن مارمارای